# Boratîn, Luțk
Boratîn (în ucraineană Боратин) este localitatea de reședință a comunei Boratîn din raionul Luțk, regiunea Volînia, Ucraina.

## Demografie
Componența lingvistică a localității Boratîn
     Ucraineană (99,18%)
     Alte limbi (0,82%)
Conform recensământului din 2001, majoritatea populației localității Boratîn era vorbitoare de ucraineană (99,18%), existând în minoritate și vorbitori de alte limbi.